# Kim Jong-hyun
Kim Jong-hyun (hangul: 김종현; hanja: 金鐘鉉; rr: Gim Jong-hyeon; MR: Kim Chong-hyŏn; 8 de abril de 1990 – 18 de dezembro de 2017), mais frequentemente creditado na carreira musical apenas como Jonghyun (em coreano:  종현), foi um cantor, compositor e produtor sul-coreano. Estreou como membro do grupo SHINee em maio de 2008, tornando-se um dos grupos mais bem-sucedidos da Coreia do Sul.
Jonghyun fez sua estréia como artista solo em 7 de janeiro de 2015, com o lançamento da canção "Déjà-Boo" com a participação de Zion.T, alcançando o topo da Gaon Digital Chart. Seu primeiro extended play, intitulado Base, foi lançado em 12 de janeiro do mesmo ano. O mini-álbum alcançou a posição de número 1 na Billboard World Albums e Gaon Album Chart. Em novembro de 2015, lançou seu primeiro livro, "Skeleton Flower". Em maio de 2016, lançou seu primeiro álbum de estúdio, intitulado She Is, que estreou no topo da Gaon Album Chart. Seu segundo álbum de estúdio, Poet | Artist, foi lançado postumamente em 23 de janeiro de 2018.

## Início da vida
Jonghyun nasceu em 8 de abril de 1990 em Seul, Coreia do Sul. Tem sido ativo na música desde que estava na escola secundária. Fez parte de uma banda e participou de muitos festivais de sua região. Sua posição não era de vocalista, mas como baixista. O nome da banda era "Zion" e durante um de seus shows, ele foi sondado por um olheiro da SM Entertainment. Em 2005 juntou-se a agencia após uma audição bem-sucedida no S.M. Casting System.

## Carreira

### 2008–14: Início de carreira
Jonghyun colaborou com a cantora Zhang Liyin na canção "Wrongly Given Love" para o álbum I Will lançado em 3 de março de 2008. Ainda em 2008 foi escolhido como membro do grupo SHINee. O grupo lançou seu primeiro mini-álbum, Replay, em 22 de maio estreando na posição #10 e alcançou a #8 posição nas paradas musicais. A primeira apresentação televisiva do grupo ocorreu em 25 de maio de 2008 no programa Inkigayo da SBS. Como letrista Jonghyun escreveu letras para músicas dos álbuns do SHINee, como "Juliette" do segundo mini-álbum Romeo, lançado em maio de 2009.

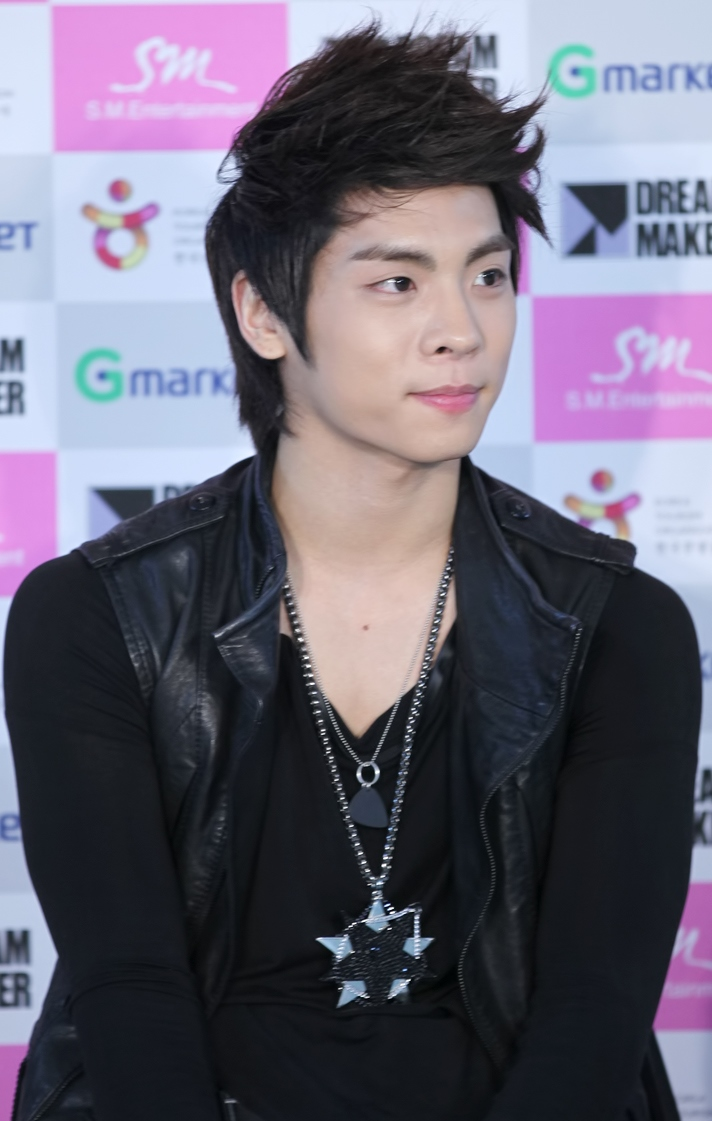
Jonghyun na Conferência de Imprensa da SHINee World Concert, em janeiro de 2011

Foi o co-escritor de "Up & Down" juntamente com Misfit e escreveu "Obsession", ambos do segundo álbum do grupo, Lucifer, lançado em julho de 2010. Em outubro de 2010, Jonghyun foi um dos vinte ídolos de vários grupos sul-coreanos, que gravou a canção, "Let's Go", com o objetivo de aumentar a participação do público na 5ª reunião de cúpula do G20. Ele forneceu vocais junto com seus companheiros de gravadora Sungmin, Seohyun e Luna. Em novembro do mesmo ano, foi revelado pela S.M. Entertainment que Jonghyun, junto com Jay do TRAX, Kyuhyun do Super Junior e o estreante Jino, formariam um grupo de projeto, SM The Ballad, sob sua gravadora. O grupo se concentra mais na balada ao invés de temas pop e R&B. O grupo lançou seu álbum de estréia, Miss You, em 29 de novembro de 2010. Eles estrearam em 28 de novembro de 2010 no Inkigayo com o single, "Miss You". Eles também promoveram mais um single do álbum, "Hot Times". Em 3 de junho de 2011, lançou uma canção intitulada "So Goodbye" para a série de televisão City Hunter. Ainda em junho de 2011, Jonghyun também fez parte do elenco do Immortal Song 2 em dois episódios com o seu colega de gravadora Yesung. Para o quarto mini-álbum do grupo Sherlock, lançado em março de 2012, escreveu as canções "Honesty" e "Alarm Clock". A canção "Honesty" foi escrita para agradecer aos seus fãs que ficaram ao seu lado com amor imutável. A outra canção, "Alarm Clock", que também é co-escrita por Minho, é sobre o desejo de acordar de um pesadelo do passado.
Para o álbum The Misconceptions of Us, lançado de fevereiro a agosto de 2013, compôs as músicas: "Spoiler", "Orgel", "Dangerous", "Selene 6.23" e "Better Of". Em 12 de abril de 2013, foi lançada a canção "1 Out Of 100" interpretada por Jonghyun para a série The King's Dream. A canção conta o amor imutável, recusando-se a dizer adeus quando ele nem sequer disse '1 de 100' coisas que ele quer dizer a sua amante. Para o mini-álbum Everybody, lançado em outubro de mesmo ano, escreveu "Symptoms". Compôs a canção "Gloomy Clock" para o terceiro álbum da cantora IU, Modern Times, e também colaborou nos vocais. Também compôs o single digital de Son Dam-bi, "Red Candle" lançado em dezembro de 2013. Jonghyun não só compôs a música, como também participou da direção vocal. A letra relaciona as características de uma vela para alguém no amor, que se sente animado e nervoso ao mesmo tempo.

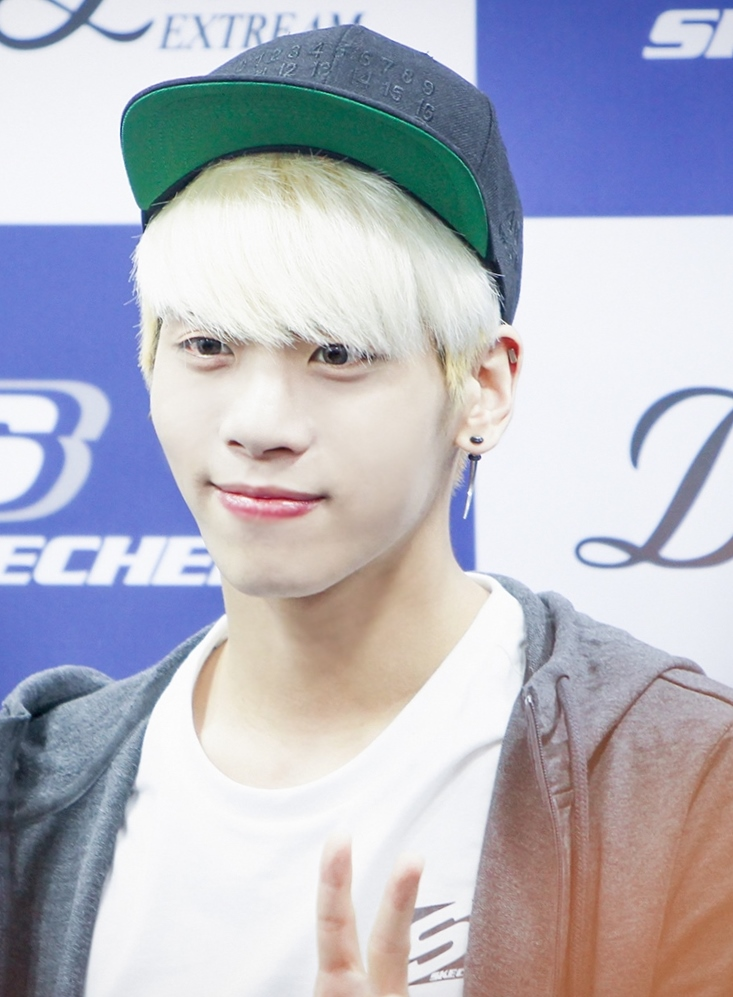
Jonghyun em um fansign da Skechers em fevereiro de 2014

Em 14 de janeiro de 2014, foi anunciada a sua entrada como membro do elenco do programa de variedades Music Show. Em 23 de janeiro, a MBC confirmou que Jonghyun seria o novo DJ do programa de rádio Blue Night. Em 4 de fevereiro do mesmo ano, a S.M. Entertainment revelou que o grupo SM The Ballad lançaria um novo álbum com novos membros, sendo Jonghyun o único da formação original. Também foi anunciado que ele cantaria junto com Taeyeon na faixa-título Breath. Como DJ para o programa de rádio da meia-noite da MBC FM4U "Blue Night", Jonghyun revelou suas canções recém-escritas em seu programa de rádio que ele preparou para um canto especial chamado "Blue Night Lyrics, That Man's Composition". Em junho de 2014, Jonghyun twittou: Quando eu comecei o Blue Night, eu contemplava em como me incorporar bem no programa... Como esperado, a conclusão está se comunicando com os ouvintes e a música! É por isso que eu preparei um projeto onde eu pessoalmente escrevo uma canção pertencente a história de um ouvinte e deixá-lo ouvir. O nome do canto é "Blue Night Lyrics, That Man's Composition". Ele não será exibido toda semana, mas será exibido uma vez a cada poucos meses como um canto especial, então por favor, envie um monte de histórias. Estou aceitando histórias através da homepage. A MBC FM4U revelou que a partir de 7 de julho de 2014, lançaria as músicas auto-compostas de Jonghyun. Além disso, foi afirmado que Jonghyun escreveu um total de 7 músicas. Também escreveu a letra de "Pretty Boy", para o álbum solo de Taemin, Ace, lançado em agosto de 2014. Em 1 de novembro do mesmo ano, lançou a canção "She" para a trilha sonora da série Birth of a Beauty. A canção expressa o momento de emoção e felicidade quando você está apaixonado.

### 2015–16:Base,Story Op.1eShe Is

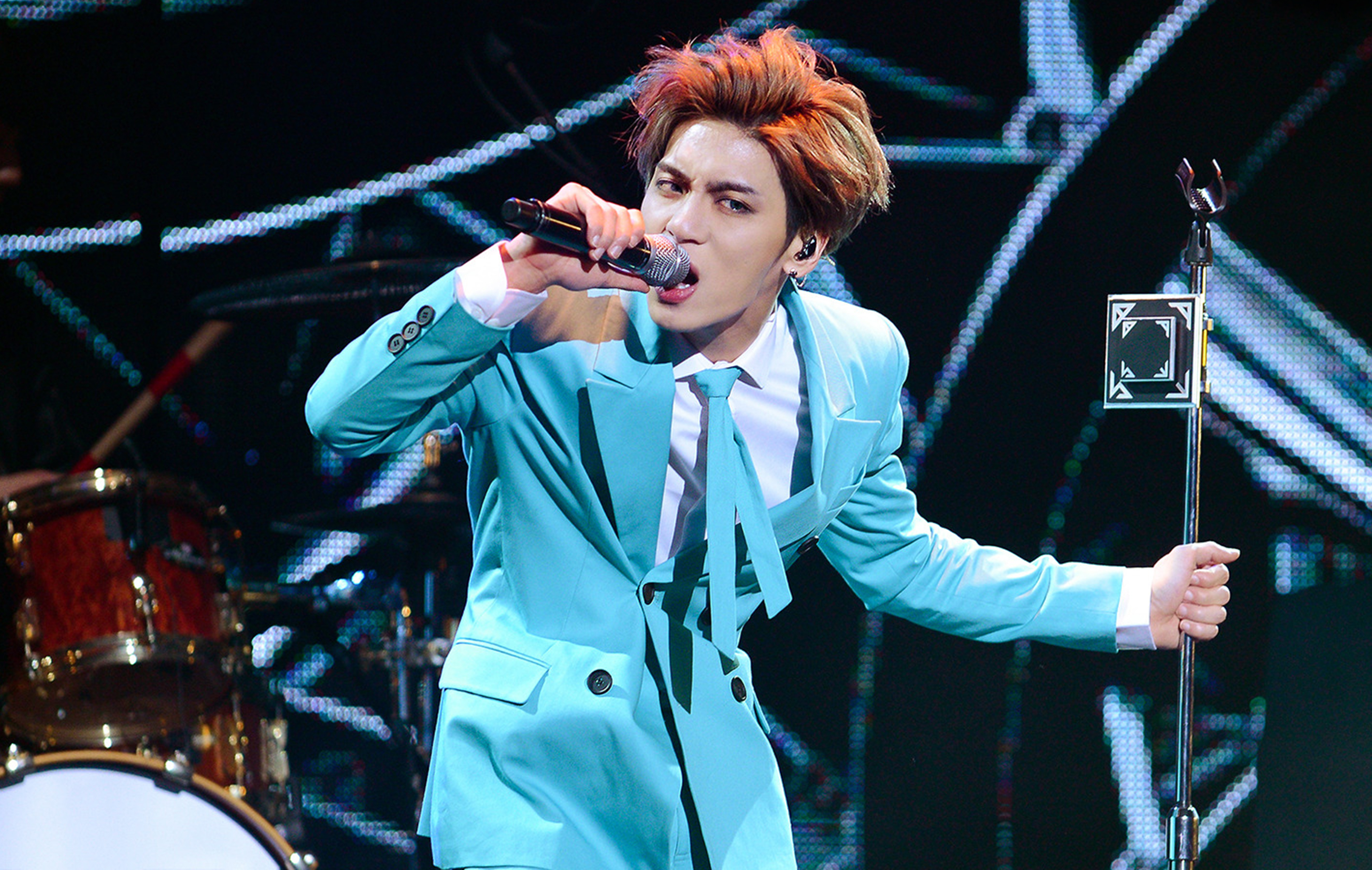
Jonghyun durante o showcase do seu álbum de estreia solo, Base, em janeiro de 2015

Em 7 de janeiro de 2015, estreou como cantor solo com o lançamento da canção auto-composta "데자-부 (Déjà-Boo)" com a participação de Zion.T, como single de seu primeiro EP. Ainda em janeiro lançou o EP Base, juntamente com a canção intitulada "Crazy (Guilty Pleasure)" com a participação de Iron como rapper. Jonghyun escreveu as letras de todas as músicas do álbum, e também colaborou com outros artistas, como Wheesung e Younha. O álbum alcançou a posição de número 1 na Billboard World Albums e Gaon Album Chart. Ainda em  janeiro, foi revelado que Jonghyun participaria do programa de entretenimento da Mnet 4 Things Show para promoção de sua estréia solo. Sua participação não só foi marcada como o primeiro episódio da segunda temporada, mas o primeiro episódio do novo ano. Compôs a canção "Playboy" para o segundo álbum do grupo EXO lançado em março de 2015. E também compôs a canção "No More" para o terceiro mini-álbum da cantora Lim Kim, Simple Mind. Um representante de Lim Kim disse em 22 de abril: "Jonghyun auto-compôs uma faixa para o novo álbum de Lim Kim. Ele escreveu as letras e compôs a quinta faixa do álbum, No More." Para o álbum Odd do Shinee, lançado em maio do mesmo ano, compôs as canções "Odd Eye" e "View". Para a versão repaginada do álbum compôs a canção "Chocolate". Em 1 de junho de 2015, lançou a canção "That Name", em colaboração com Taemin, para a trilha sonora da série de televisão Who Are You: School 2015. A canção estreou na posição #36 na Gaon Digital Chart.
Em agosto de 2015, foi revelado que Jonghyun seria o primeiro artista a se apresentar na série de concertos solo da SM Entertainment, The Agit. O concerto, intitulado "The Story By Jonghyun", foi confirmado para ser centrado não só em torno de canções compostas por Jonghyun para seu programa de rádio, mas também a partir de seu primeiro álbum solo Base. Oito shows foram originalmente programados para acontecer entre os dias 2 e 11 de outubro, os ingressos foram à venda em 1 de setembro, e esgotaram em menos de dois minutos. Devido à alta demanda mais quatro shows foram adicionados, ocorrendo de 16 a 18 de outubro, totalizando 12 shows. Mais tarde foi anunciado que Jonghyun lançaria o álbum compilatório Story Op.1 em 17 de setembro, contendo nove músicas auto-compostas. Em 16 de setembro, foi lançado o vídeo musical da canção-título "End of a Day". O álbum estreou na posição de número 3 na Gaon Album Chart e 7 na Billboard World Albums.
Em outubro de 2015, lançou as canções "Elevator", "I Guess Now It's the Fall" e "Aewol" para o programa Monthly Live Connection. Jonghyun participou da estreia do programa que gira em torno de juntar dois artistas a partir de diferentes origens musicais para colaborar em uma música. Jonghyun gravou sua participação em setembro ao lado de Jung Joon-young.  No inicio de novembro lançou a canção "Beautiful Lady" para a trilha sonora da série Oh My Venus. Além de anunciar mais 5 shows para o concerto "The Story By Jonghyun", ocorrendo de 11 a 13 de dezembro do mesmo ano. Também participou do programa Sugar Man apresentando um cover da canção "Only The Words I Love You", vencendo a competição do programa com 54 votos para a equipe de Yoo Jae-suk contra a equipe de You Hee-yeol quem ficou com 46 votos. Seu primeiro livro, intitulado "Skeleton Flower: Things That Have Been Released and Set Free", foi lançado oficialmente em 19 de novembro, com pré-vendas iniciadas no dia 12 do mesmo mês. O romance foi parcialmente liberado como um back especial em 2 de outubro de 2015, disponível em seu concerto solo no SMTown Coex Artium, e através de algumas livrarias online, recebendo uma resposta inicial tão surpreendente, que foi decidido que seria lançado novamente oficialmente. O livro inclui as histórias por trás de 12 de suas canções e músicas do SHINee, em um romance sobre o amor e separação.
Compôs a canção "Already" para o primeiro álbum de estúdio de Taemin, Press It, lançado em fevereiro de 2016. No inicio de março do mesmo ano, Jonghyun surpreendeu a muitos quando foi revelado que participou do retorno de Lee Hi. Sua contribuição veio tanto em compor quanto em escrever as letras para uma de suas faixas-título, "Breathe", no álbum Seoulite. A colaboração marcou a primeira vez que um artista da S.M. Entertainment colaborou formalmente com um artista da YG Entertainment. Jonghyun lançou um single colaborativo com Heritage intitulado "Your Voice" em 18 de março, para o projeto Station. Em 24 de maio de 2016, lançou seu primeiro álbum de estúdio, intitulado She Is, contendo um total de 9 canções. She Is foi descrito por Jonghyun como um álbum que "pode-se sentir a sua paixão como um cantor e compositor" e abrange vários gêneros, como electro-punk, EDM e R&B. O álbum estreou na #1 posição na Gaom Album Chart e #4 na Billboard World Albums. Em 7 de junho, um representante da S.M. Entertainment anunciou a participação de Jonghyun no programa Knowing Bros. Em dezembro de 2016, deu início ao concerto "JONGHYUN – X – INSPIRATION" em Seul. Em 9 de dezembro de 2016, lançou a canção auto-composta "Inspiration", para o projeto Station, alcançando a #19 posição na Billboard World Songs. "Inspiration", é uma canção de R&B com um som de EDM. Ainda em dezembro, participou da canção "Oh Yeah" de Uhm Jung-hwa.

### 2017–18:Story Op.2ePoet|Artist

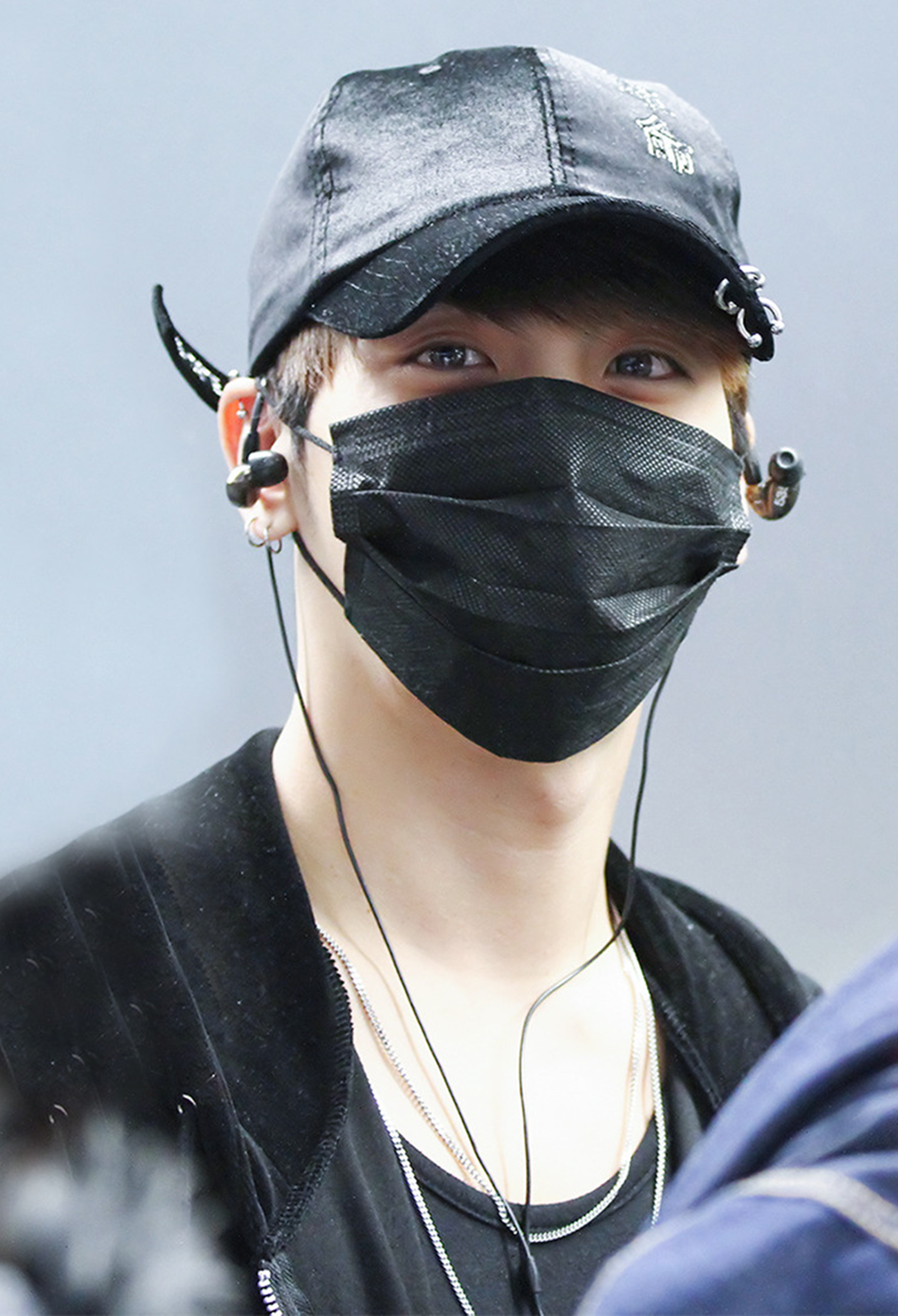
Jonghyun no Aeroporto Internacional de Incheon em março de 2017

Em 9 de março de 2017, a MBC confirmou que Jonghyun iria deixar a sua posição como DJ no FM4U's 'Jonghyun's Blue Night'. A decisão veio depois de uma longa discussão entre Jonghyun e a equipe do programa, que declarou: "É decepcionante, mas devido as turnês japonesa e norte americana do SHINee que estão para começar, ele decidiu sair." Jonghyun começou a ser DJ para o 'Blue Night' em 3 de fevereiro de 2014, e celebrou o seu terceiro aniversário com a transmissão em 3 de fevereiro de 2017. A equipe da MBC também acrescentou: "Jonghyun ama rádios mais do que ninguém. Ele tem uma grande responsabilidade que nunca reclamou sobre o cansaço durante os últimos 3 anos, e disse que 'a rádio o ajuda a desestressar'. Nós acreditamos que ele vá voltar para as transmissões da rádio no futuro e que ele está saindo temporariamente a fim de se dedicar à sua carreira de cantor." Sua transmissão final ocorreu em 2 de abril.
Lançou seu segundo álbum compilatório, intitulado Story Op.2, em 24 de abril de 2017 contendo um total de 10 faixas, todas compostas e escritas pelo próprio Jonghyun. O vídeo musical da faixa-título "Lonely", com a participação de Taeyeon, foi filmado em Los Angeles, Califórnia. Como promoção para o álbum Jonghyun fez uma série de concertos intitulado The Letter - Jonghyun, como parte da série de concertos solo da SM Entertainment The Agit, realizado no SMTOWN Coex Artium em Seul. Originalmente, apenas 12 shows foram planejados, mas Jonghyun decidiu realizar oito shows adicionais depois que os fãs pediram mais performances. O concerto atraiu 16 mil pessoas.
De 9 a 10 de dezembro de 2017, Jonghyun realizou um concerto intitulado "Inspired" no Ginásio Olímpico de Handebol da Coreia do Sul. Na mesma época, também estava trabalhando no seu retorno solo para janeiro de 2018 e já havia terminado de filmar o vídeo musical para a faixa-título de seu álbum, Poet | Artist. O álbum póstumo foi lançado em 23 de janeiro, juntamente com o vídeo musical da canção "빛이 나 (Shinin')". Os lucros das vendas do álbum foram para a mãe de Jonghyun, além de uma parte para a "fundação de uma organização para ajudar aqueles que vivem em circunstâncias difíceis". Poet | Artist estreou no número 177 no Billboard 200 com 5 mil unidades de álbuns vendidas, fazendo de Jonghyun um dos poucos artistas de K-pop a traçar no gráfico, até aquele momento.

## Morte

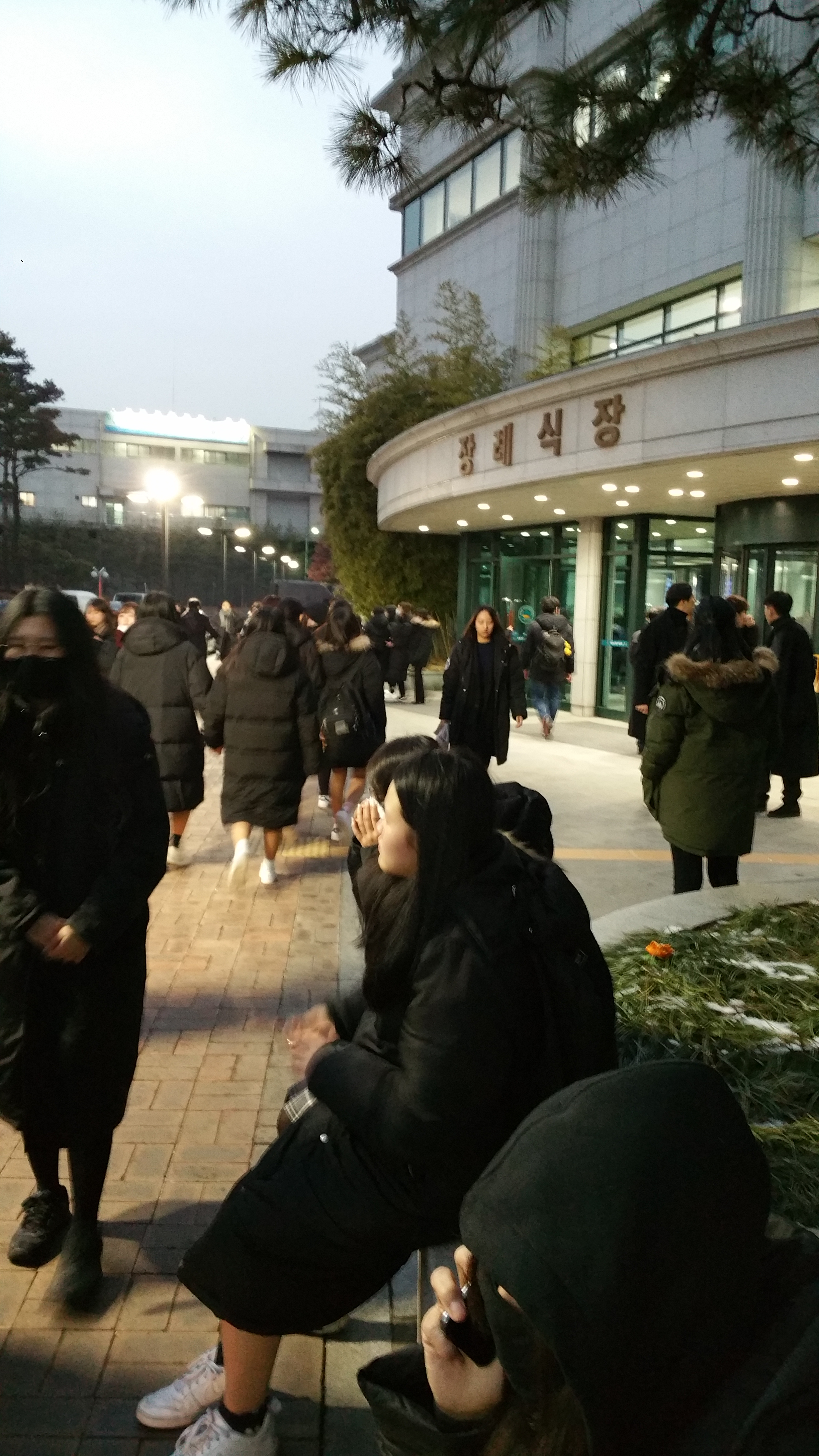
Fãs lamentam no salão funerário do Asan Medical Center, 20 de dezembro de 2017

Jonghyun havia alugado secretamente um apartamento em Cheongdam-dong, uma avenida localizada em Gangnam-gu, no sudeste de Seul por dois dias e se registrou às 12h00 (KST) em 18 de dezembro de 2017. Sua irmã mais velha, Kim So-dam, fez uma ligação para a emergência às 16h42, informando que acreditava que seu irmão estava se suicidando. Jonghyun teria enviado uma série de mensagens no KakaoTalk para sua irmã com palavras como "último adeus". O cantor foi visto pela última vez em uma loja de conveniência ao lado de seu apartamento, onde comprou um pacote de cigarros, refrigerantes e lanches. O guarda de segurança de seu apartamento observou que ele estava em frente à loja por um "tempo muito longo" antes de entrar em seu carro e dirigi-lo de ida e volta na estrada, fazendo ruídos altos. Seu rosto não estava coberto por uma máscara e ele entrou em seu quarto sem dizer nada.
Depois que as mensagens que ele enviou a sua irmã serem rastreadas, Jonghyun foi encontrado inconsciente em seu apartamento no chão entre a cama e a mesa pela polícia e paramédicos por volta das 18h10. Quando chegaram, o quarto estava cheio de fumaça e havia vestígios de vômito no chão. Jonghyun foi levado para o Hospital Universitário Konkuk com uma parada cardíaca, onde recebeu tratamento de RCR de emergência. No entanto, não conseguiu recuperar a consciência, e foi declarado morto no hospital por volta das 18:32. Ele tinha 27 anos no momento da morte. Os investigadores acreditam que ele morreu por inalar fumaça tóxica, pois encontraram briquetes de carvão queimados em uma frigideira ao chegar no apartamento. Mais tarde a polícia declarou que, a pedido da família de Jonghyun, não seria realizada uma autópsia, e declararam sua morte como um suicídio.
A morte de Jonghyun estava ligada à depressão por vários meios de comunicação, antes da morte dele, onde escreveu canções sobre a solidão, incluindo "Lonely" e "Breathe", que ele escreveu para Lee Hi. Ele também citou algumas dessas letras na sua conta oficial no Instagram. Além disso, ele publicou uma imagem de um cão preto, um símbolo de depressão, e também se tatuou. Os fãs também notaram que durante seus concertos de dezembro, seu teleprompter incluiu um anúncio para o seu retorno musical em janeiro de 2018, mas ele ignorou isso e, em vez disso, apresentou uma nova música que ele escreveu intitulada "Phantom Pain (Only One You Need)", que fala sobre reconfortar os outros após a perda de um ente querido.
Após a morte de Jonghyun, a sua amiga e cantora Nine9, da banda Dear Cloud, postou sua nota de suicídio no Instagram que ele enviou a ela dois ou três dias antes do seu show de 9 de dezembro; a nota referia-se a uma depressão "devoradora" e luta com a fama, e disse: "Estou quebrado por dentro. A depressão que me corrói lentamente, finalmente me engoliu por inteiro. É incrível o quanto dói. Ninguém está mais atormentado, nem debilitado do que eu". Nine9 ficou alarmada com a nota e foi avisada por sua agência para manter contato com Jonghyun. Ela tentou ajudá-lo, mas isso "atrasou o falecimento" e "não o impediu".
No dia 21 de dezembro, após o funeral de três dias, atendido por celebridades e fãs, Jonghyun foi transferido do hospital para um funeral privado atendido apenas por sua família e amigos íntimos, onde foi enterrado em um local não revelado.

### Repercussão
Após a morte de Jonghyun, seu nome se tornou um trending topic no Twitter, assim como as hashtags "#StayStrongShawols" e "#YouDidWellJonghyun." Sua morte abriu discussões sobre a natureza dura e competitiva dos negócios de entretenimento na Coréia do Sul, assim como a saúde mental.
O single de Jonghyun, "Lonely", subiu ao topo das lojas de música online da Coréia do Sul. A canção voltou ao número no Gaon Digital Chart do país, e sua coletânea Story Op.2 ficou em 7º lugar no Gaon Album Chart. Seu primeiro álbum, She Is , ocupou a quarta posição.

### Homenagens
Muitos músicos e profissionais da indústria musical em todo o mundo lamentaram a morte de Jonghyun. EXO, Taeyeon, e TVXQ fizeram homenagem a ele em seus shows. A MBC planejava realizar uma transmissão memorial especial para o programa de rádio "Blue Night", que foi apresentado por Jonghyun, no dia 21 de dezembro de 2017, mas decidiu cancelá-lo devido a "os possíveis efeitos sociais da voz do ídolo voltando ao ar".
A S.M. Entertainment homenageou Jonghyun com o lançamento de "Dear My Family" como um single de caridade, postumamente com Jonghyun e outros artistas da agência. Os artistas da S.M., incluindo EXO, Red Velvet, Super Junior e NCT 127 participaram dos programas musicais de final do ano com fitas pretas com um bordado "RIP JH" de cor de água-marinha.

## Imagem e legado

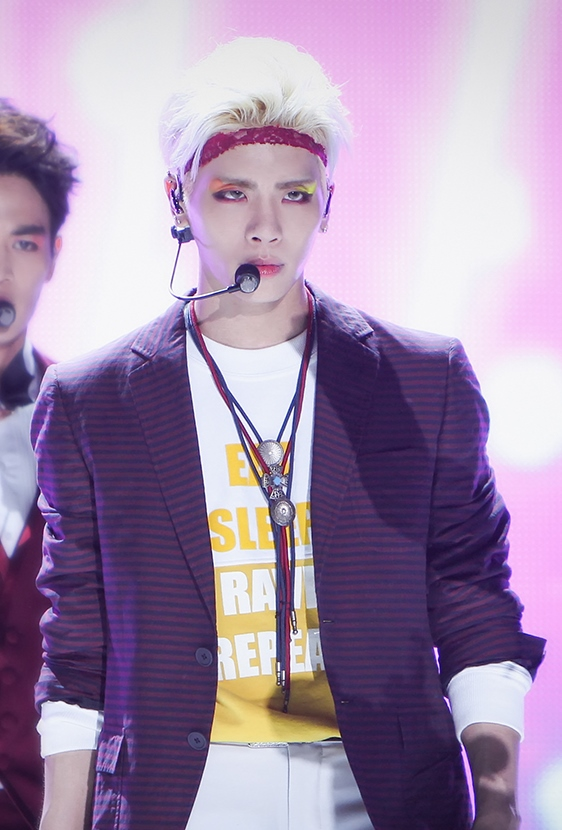
Jonghyun se apresentando no Korea Music Festival em Sokcho, em agosto de 2015

Jonghyun foi o primeiro artista da S.M. Entertainment a participar fortemente na escrita, arranjo e composição de um álbum. A empresa é conhecida na indústria do K-pop por limitar o controle de seus artistas sobre a produção de seus álbuns. Kim Da-hee do Korea Times escolheu Jonghyun como um dos quatro músicos de K-pop que se distingue dos cantores produzidos em massa na indústria dos ídolos, os outros três sendo G-Dragon, Zico e Jinyoung pelo seu "talento excepcional em composição, produção e dança, além de outras habilidades que os tornam músicos de sucesso". Jonghyun era conhecido por ter um estilo musical próprio, e foi elogiado por escrever e compor a maioria de suas canções solo. O Insight Korea o mencionou como um dos sete membros de grupo ídolo que pareciam ter "nascido para a música".
Em 21 de julho de 2012, durante o concerto "SHINee World Concert II", Jonghyun juntamente com Taemin apresentaram "Internet War" em um special stage, em uma apresentação bem diferente e sexy, surpreendendo a todos os fãs com um quase beijo e mostrando o quão ecléticos os membros do grupo SHINee podem ser quando se fala de inovação.
Em outubro de 2015, Jonghyun apareceu na #4 posição entre os 10 cantores ídolos solo com as melhores habilidades vocais, em uma pesquisa feita por membros da indústria musical através do King of Mask Singer. Jonghyun também recebeu elogios, como "Ele tem um tom charmoso e habilidade notável para cantar, e sua musicalidade pode ser vista em sua escrita para suas própria músicas". Ainda em outubro, durante o concerto The Story By Jonghyun, IU escreveu uma carta para Jonghyun expressando sua admiração pelo cantor. "Ele e eu temos muitas semelhanças", ela escreveu. "Nós dois passamos oito anos como ídolos, nós dois estamos em nossos vinte anos com tanto ainda para provar, e estamos ambos tentando encontrar-nos através da escrita e do canto. Como eu, ele é um workaholic." "Quando o vejo, eu quero dizer-lhe para descansar, mas eu entendo seus sentimentos e torço por ele", ela continua. "Acho que ele está trabalhando duro e vive bem. Espero que ele cuide de sua saúde."
Durante uma conferência de imprensa, em 2017, para o filme de animação Kimi no Na wa., o diretor Makoto Shinkai declarou seu apresso por Jonghyun. Ele disse: "Quando visitei a Coréia pela última vez, conheci o Jonghyun do SHINee, ele era um jovem muito respeitável, imaginei para mim mesmo o que aconteceria se eu fizesse um filme e ele fizesse a música para ele". Em abril de 2017, durante o MBC FM4U 'Kim Shin Young's Noon Song of Hope', Yesung nomeou Jonghyun como um dos 5 melhores vocais da S.M..

## Controvérsia
Em 13 de setembro de 2014, o artista Haha apareceu como um DJ especial no programa de rádio de Jonghyun, Blue Night. Enquanto apresentava o programa, Jonghyun não se conteve com suas piadas, e alguns espectadores não aprovaram seu comportamento despreocupado. No dia seguinte Jonghyun postou um pedido de desculpas em seu Twitter, na sequência de uma série de queixas dos telespectadores do Infinity Challenge, que considerou seu comportamento e comentários sobre o show impróprio. Para explicar a situação, Haha escreveu em seu Twitter no mesmo dia, "Parece que vocês [espectadores] não compreenderam algo sobre Jonghyun. Como ele disse, somos muito próximos, e embora nós queríamos entretê-los, parece que alguns de vocês se sentiram desconfortáveis vendo tal comportamento em um show de variedades. Jonghyun fez o seu melhor. Todos, por favor, mostre algum amor para Jonghyun. SHINee é o melhor!"

## Vida pessoal
Jonghyun lesionou o ligamento no tornozelo esquerdo depois que foi assediado por fãs na performance do Shinee no "Korea-Indonesia Sharing Friendship Concert" em 12 de outubro de 2010, em Jacarta, Indonésia. Como resultado, foi incapaz de dançar ao lado de seus companheiros de grupo durante vários meses. Posteriormente, Jonghyun também teve que fazer uma cirurgia para reparar o dano. Em outubro de 2010, Jonghyun confirmou estar em um relacionamento com a atriz Shin Se-kyung. Depois de nove meses de namoro, Jonghyun e Shin terminaram em junho de 2011, citando suas agendas ocupadas.
Em 1 de abril de 2013, Jonghyun sofreu um acidente de carro, enquanto voltava para o dormitório depois de visitar sua casa tarde da noite." A S.M. Entertainment declarou: "Jonghyun não sofreu ferimentos graves, mas ele se machucou em torno de seu nariz. Ele foi enviado para a sala de emergência e atualmente está recebendo tratamento em um hospital de Gangnam." Para concentrar-se em sua recuperação, Jonghyun deixou de lado a maioria das promoções do Shinee para o álbum, "Why So Serious?", embora tenha voltado para a semana final de promoções.
Em dezembro de 2013, como uma demonstração de apoio a um protesto focado em esclarecer a desigualdade social da Coréia do Sul, Jonghyun mudou sua foto do perfil no Twitter para uma imagem de uma mensagem escrita por uma estudante transexual bissexual. Foi uma mensagem que criticava a rigidez cultural do país, a ênfase na norma social e sua discriminação contra a comunidade LGBT. Jonghyun também estendeu a mão para a aluna e agradeceu-lhe por falar e expressar sua posição de que "diferente não significa errado". Essa demonstração de apoio atraiu respostas do público, tanto positivas quanto negativas. Ele recebeu respostas difamatórias de membros do Ilbe Storehouse supostamente alegando ser membros do fã-clube do Shinee.

## Filantropia
Em abril de 2015, para comemorar o 25º aniversário de Jonghyun, seus fãs doaram comida, absorventes de urina e lanches para a Coexistência dos Direitos dos Animais na Terra (CARE) em seu nome. A organização atualizou o seu Facebook com imagens da doação e declarou: Nós recebemos um generoso patrocínio da "Aliança de Fãs de Kim Jong Hyun" e agradecemos à Jonghyun e seus fãs por seu apoio.

## Discografia
Álbuns de estúdio
- She Is (2016)
- Poet | Artist (2018)

## Filmografia

### Filmes
| Ano  | Título           | Papel     | Notas                        |
| ---- | ---------------- | --------- | ---------------------------- |
| 2012 | I AM.            | Ele mesmo | Filme biográfico da SM Town. |
| 2015 | SMTOWN The Stage | Ele mesmo | Documentário da SM Town.     |

### Televisão
| Ano  | Título                      | Rede | Notas                  |
| ---- | --------------------------- | ---- | ---------------------- |
| 2011 | Immortal Song 2             | KBS  |                        |
| 2014 | Music Show                  | KBS  | Apresentador           |
| 2015 | 4 Things Show               | Mnet | Tem. 2; Ep. 1          |
| 2015 | Monthly Live Connection     | Mnet |                        |
| 2015 | Two Yoo Project - Sugar Man | JTBC |                        |
| 2016 | Saturday Night Live Korea   | tvN  | Participação (Ep. 153) |
| 2016 | Knowing Bros                | JTBC | Ep: 2                  |

### Programas de rádio
| Ano     | Título           | Notas |
| ------- | ---------------- | ----- |
| 2014–17 | MBC "Blue Night" | DJ    |

## Concertos/Turnês
- The Story By Jonghyun (2015)
- JONGHYUN – X – INSPIRATION (2016)
- The Letter - Jonghyun (2017)
- INSPIRED (2017)[82]

## Prêmios e indicações
| Ano             | Prêmio                                              | Categoria                               | Trabalho nomeado | Resultado |
| --------------- | --------------------------------------------------- | --------------------------------------- | ---------------- | --------- |
| 2015            | 17th Mnet Asian Music Awards                        | Best Male Artist                        | Ele mesmo        | Indicado  |
| 2015            | 17th Mnet Asian Music Awards                        | UnionPay Artist of the Year             | Ele mesmo        | Indicado  |
| 2015            | MBC Entertainment Awards                            | Excellence Award - Radio                | Blue Night       | Venceu    |
| 2016            | 30th Golden Disk Awards                             | Disk Bosang                             | Base             | Venceu    |
| Outros prêmios  |                                                     |                                         |                  |           |
| 2016            | 11th Soompi Awards                                  | Best Male Solo Artist                   | Ele mesmo        | Indicado  |
| 2016            | 11th Soompi Awards                                  | Best Collaboration (com Zion.T)         | "Déjà-Boo"       | Indicado  |
| 2016            | 11th Soompi Awards                                  | Best Stage Outfit                       | "Déjà-Boo"       | Indicado  |
| 2017            | 12th Soompi Awards                                  | Best Male Solo Artist                   | Ele mesmo        | Indicado  |
| 2018            | 13th Soompi Awards                                  | Hallyu Special Award                    | Ele mesmo        | Venceu    |
| Reconhecimentos |                                                     |                                         |                  |           |
| 2014            | TC Candler: The 2nd Annual Independent Critics List | World's 100 Most Handsome Faces of 2014 | Ele mesmo        | 84th      |
| 2017            | TC Candler: The 5th Annual Independent Critics List | World's 100 Most Handsome Faces of 2017 | Ele mesmo        | 27th      |

### Prêmios em programas musicais
| Ano              | Data           | Canção              |
| ---------------- | -------------- | ------------------- |
| Inkigayo         |                |                     |
| 2015             | 18 de janeiro  | "Déjà-Boo"          |
| M! Countdown     |                |                     |
| 2015             | 22 de janeiro  | "Déjà-Boo"          |
| Music Bank       |                |                     |
| 2015             | 23 de janeiro  | "Déjà-Boo"          |
| 2018             | 2 de fevereiro | "빛이 나 (Shinin')" |
| Show Champion    |                |                     |
| 2015             | 21 de janeiro  | "Déjà-Boo"          |
| 2016             | 1 de junho     | "좋아 (She Is)"     |
| Show! Music Core |                |                     |
| 2015             | 17 de janeiro  | "Déjà-Boo"          |
| 2015             | 24 de janeiro  | "Déjà-Boo"          |
| 2018             | 3 de fevereiro | "빛이 나 (Shinin')" |
| The Show         |                |                     |
| 2015             | 20 de janeiro  | "Déjà-Boo"          |
| 2015             | 27 de janeiro  | "Déjà-Boo"          |
| 2016             | 31 de maio     | "좋아 (She Is)"     |